# Албертирша
Албертирша (мађ. Albertirsa) град је у Мађарској. Албертирша је један од важнијих градова у оквиру жупаније Пешта.
Албертирша је имала 12.348 становника према подацима из 2009. године.

## Географија
Град Албертирша се налази у средишњем делу Мађарске. Од престонице Будимпеште град је удаљен око 60 километара југоисточно. Град се налази у северном делу Панонске низије. Надморска висина града је око 125 m.

## Становништво
По процени из 2017. у граду је живело 12393 становника.
| 1990.  | 2001.  | 2011.  | 2017.  |
| ------ | ------ | ------ | ------ |
| 10.589 | 11.280 | 12.016 | 12.393 |